# Hoppecke Batterien
Die Accumulatorenwerke Hoppecke Carl Zoellner & Sohn GmbH (Eigenschreibweise: HOPPECKE) ist ein deutscher Batteriehersteller mit Sitz im nordrhein-westfälischen Brilon.
Die Entstehung des Namens Hoppecke ist auf die Ansiedlung am Fluss Hoppecke im Ort Hoppecke zurückzuführen.
Hoppecke produziert Nickel-Cadmium-Batterien, Blei-Batterien, Lithium-Batterien und Geräte zur Herstellung und Wartung von Akkumulatoren, Traktions-, Signalanlagen- sowie Dieselstartakkumulatoren.

## Geschichte

### 1927–1936: Die Gründerjahre

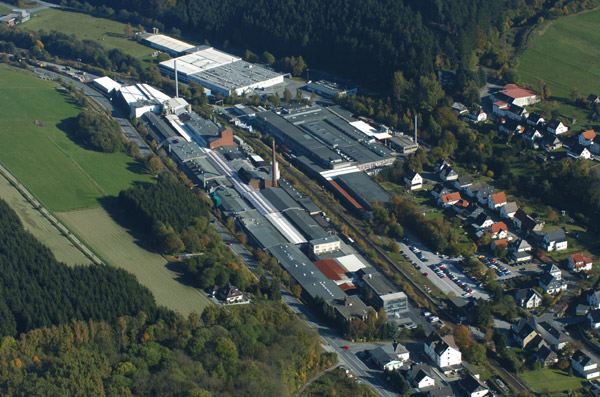
Luftansicht des Standorts Brilon-Hoppecke

Die Geschichte des sauerländischen Familienunternehmens „Accumulatorenwerk Hoppecke Aktiengesellschaft“ beginnt vor dem eigentlichen Gründungsjahr. Schon 1920 stellte die zum Dynamit-Nobel-Konzern gehörige Firma Dominit „auf Hoppecke Berg“ Bleiakkumulatoren her.
Sechs Jahre später verkaufte Dynamit Nobel das Akku-Werk an die Batteriefirma Accumulatoren Fabrik Aktiengesellschaft in Hagen, die das Werk umgehend stilllegte. Otto Dörffer, kaufmännischer Direktor des stillgelegten Werkes, suchte Mitstreiter für eine Fortsetzung der Akkumulatorenfertigung vor Ort. Er wandte sich an den Briloner Landrat Heinrich Jansen. Dieser wiederum kontaktierte den befreundeten Kölner Großkaufmann Carl Zoellner, Seniorchef der Kölner Firma Friedrich Zöllner, Erze und Metalle. Es gelang dem Landrat, Carl Zoellner für das Projekt zu interessieren.

Hoppecke Logo um 1927

Carl Zoellner unterzeichnete am 27. September 1927 im Hotel Rosenbaum zu Brilon das Statut der neuen Aktiengesellschaft. Die Aktien der neuen Gesellschaft übernahmen Carl Zoellner, seine Söhne Ernst und Hellmuth, Hermann Traugott aus Niedermarsberg, der Kreis Brilon und die Gemeinde Hoppecke. Als Firmenzeichen wählte der Unternehmer zwei grüne Tannen, deren Stämme durch einen Querbalken zu einem großen „H“ vereint sind. Sitz der Hauptverwaltung wurde Köln, gleichzeitig der Wohnsitz der Familien Zoellner.
Nach der Gründung wurde ein Grundstück an der Straße Arnsberg–Kassel erworben. Zum Jahresende, drei Monate nach der Gründung, arbeiteten bereits neun Arbeiter und zehn Angestellte für Hoppecke. Am 15. Februar 1928 feierte man Richtfest.

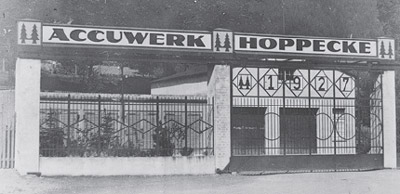
Werkstor des Unternehmens 1927

Für den weiteren Aufbau des Werkes standen 84 Arbeiter zur Verfügung. Ebenfalls im Februar wurde gemäß dem bereits 1920 in Kraft getretenen Gesetz der erste Betriebsrat gewählt. Im Sommer des gleichen Jahres lief die Serienfertigung von Radio- und Autobatterien an. Wenige Wochen später folgen Zuglichtbatterien sowie andere Akkumulatorentypen. Kurz danach geht das Unternehmen dazu über, Akkumulatoren für nahezu sämtliche Anwendungsgebiete herzustellen. Infolge großer Unzufriedenheit bezüglich Liefervereinbarungen und Preisgebaren der Lieferanten der Hartgummigarnituren erfolgt 1929 mit dem Bau einer Kastenpresserei die erste Betriebserweiterung.
Sitz der Verkaufsabteilung unter Leitung des Prokuristen Karl Zündorf ist Köln, um von einer zentralen und verkehrsgünstigen Lage den deutschen Markt bearbeiten zu können. In den ersten drei Betriebsjahren beträgt die Anzahl der Beschäftigten im Jahresdurchschnitt 189 und der Jahresumsatz von 1,3 Millionen Reichsmark. 1929 beträgt der Umsatz 2,9 Millionen Reichsmark, erwirtschaftet von 201 Mitarbeitern.
Nach den Gründungsjahren machten sich 1931 und 1932 die Weltwirtschaftskrise und die Sparpolitik des Reichskanzlers Brüning auch bei Hoppecke bemerkbar. Der Umsatz brach von 3,0 Millionen Reichsmark (1930) über 2,3 Millionen Reichsmark (1931) auf 1,8 Millionen Reichsmark (1932) ein. Trotz des Umsatzrückganges blieb die Anzahl der Mitarbeiter ungefähr konstant, trotz der Auftragsflaute wurde weiterhin investiert. Ein Beispiel ist der Erwerb einer Batteriefabrik in Budapest, von der aus der osteuropäische Markt bedient wurde. Das Werk Hoppecke erhielt 1933 eine eigene Gummifabrik, die dazu diente, Qualität und Preis dieses wichtigen Rohstoffes selbst zu bestimmen und die Weiterbeschäftigung der Mitarbeiter zu sichern.

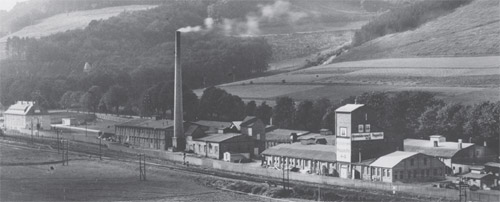
Das Hoppecke Batterien Werk am Standort Brilon-Hoppecke um 1933

Mit der Machtergreifung Adolf Hitlers im Januar 1933 war zunächst ein wirtschaftlicher Aufschwung verbunden, hervorgerufen durch Arbeitsbeschaffungsmaßnahmen und fiskalische Aktionen wie die Motorisierung der Bevölkerung mit Hilfe der Steuerpolitik und des Drucks auf die Automobilhersteller, billige Autos zu bauen. So steigt allein der Bestand an Automobilen 1933 von 0,76 Millionen auf 1,87 Millionen im Jahr 1939 – die Exporte müssen noch hinzugerechnet werden. Ab 1934 ist das Werk mit 273 Mitarbeitern vollbeschäftigt. Zu den Kunden gehören zum Beispiel Daimler-Benz, Ford, Klöckner-Humboldt-Deutz, AEG, Siemens, Reichsbahn, Reichspost und kommunale Kraftwerke. Die wichtigsten Produkte sind Starter-, Notbeleuchtungs-, Batterien für Funkgeräte, Beleuchtungs- und Stationärbatterien.
Aus verwaltungstechnischen Gründen kaufte die Familie Zoellner im Jahr 1936 alle nicht in ihrem Besitz befindlichen Aktien ihres Unternehmens auf und wechselte die Rechtsform des Unternehmens. Aus der Aktiengesellschaft wurde eine Kommanditgesellschaft, der Name der neuen Gesellschaft: Accumulatorenwerk Hoppecke Zoellner & Co., Köln.

### 1937–1946: Die Kriegszeit
Das erste Jahrzehnt der Hoppecke-Geschichte verlief, trotz wirtschaftlich schwieriger Bedingungen, erfolgreich. 1939 übernimmt das Unternehmen eine Batteriefirma in Wien und exportiert Batterien bis nach Ostasien. 1939 erhält Hoppecke nochmals einen neuen Namen: Accumulatorenwerk Hoppecke Carl Zoellner & Sohn.
1943 und 1944 waren durchschnittlich 450 Menschen bei Hoppecke beschäftigt. Hoppecke überstand den Krieg relativ unversehrt. Vom Herbst 1943 bis Mai 1945 wurden auch Hoppecke Zwangsarbeiterinnen und Zwangsarbeiter zugewiesen. Die meist noch sehr jungen Menschen kamen ausschließlich aus Polen und der Ukraine, ihre Zahl schwankt zwischen 40 und 80. Sie sind auf dem Firmengelände untergebracht. Im Jahr 2000 trat Hoppecke der von der deutschen Wirtschaft gegründeten Bundesstiftung „Erinnerung, Verantwortung, Zukunft“ bei und leistete einen sechsstelligen finanziellen Beitrag. Mit dem Stiftungskapital soll geholfen werden, die Folgen des Unrechts an den noch lebenden Zwangsarbeitern zu mildern.
1940 wurde Carl Zoellner 75 Jahre alt. Aus diesem Anlass gründete er eine werkseigene Pensionskasse – eine in dieser Zeit für mittelständische Betriebe seltene Maßnahme. Die Regelung sah vor, dass Mitarbeiter nach einer mindestens 15-jährigen Betriebszugehörigkeit bei ihrem Ausscheiden in die Rente mit 65 Jahren (oder wegen Arbeitsunfähigkeit) ein Ruhegeld erhalten, das nach ihrem Tod anteilig an überlebende Familienmitglieder weitergezahlt wird. Das Mindestruhegeld betrug 115 Reichsmark – ein hoher Betrag im Vergleich zum Monatslohn eines Arbeiters, der bei etwa 200 Reichsmark lag. Drei Jahre später verstarb der Firmengründer. Sein Sohn Ernst wurde alleiniger Geschäftsführer, sein Sohn Hellmuth persönlich haftender Gesellschafter von Hoppecke.
Budapest wird von der russischen Armee eingenommen, das dortige Werk ist entschädigungslos verloren. Die Büroräume der Verkaufsleitung in Köln werden durch Bomben völlig zerstört, die kleine Vertriebsmannschaft zieht in das vom Krieg weniger bedrohte Hoppecke um. Am 8. Mai 1945 besetzen amerikanische Truppen das Werk Hoppecke. Kurz darauf wird es unter Aufsicht der britischen Besatzungsmacht gestellt. Deren erste Amtshandlung liegt darin, dem Inhaber und der Belegschaft den Zutritt zum Werk zu verbieten. Acht Wochen halten die Briten dieses Verbot aufrecht, dann erwirken Hellmuth Zoellner und das Management nach Gesprächen eine Produktionsgenehmigung. Batterien werden aufgrund des erheblichen Bedarfs an Starterbatterien wieder gebraucht, und Hoppecke ist in Deutschland die einzige Batteriefabrik, die nicht ausgebombt ist und sofort mit der Produktion beginnen kann. Als Produktionsmaterialien werden in erster Linie die noch vorhandenen Rohstoffe und ausgeschlachtete Altbatterien genutzt. Die aus der Kriegsgefangenschaft zurückkehrenden Mitarbeiter werden ebenfalls in den Produktionsprozess integriert, so dass Ende 1945 wieder 293 Mitarbeiter im Werk und im Verkauf tätig sind.
Zu den damaligen Hauptkunden zählten zum Beispiel die Deutsche Post, Deutsche Bahn und die Besatzungsmächte selbst, die insbesondere Starterbatterien benötigten.

### 1947–1956: Der Neubeginn

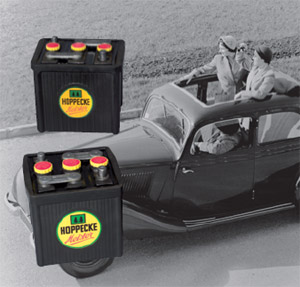
Starterbatterie der Marke Hoppecke

Hoppecke konnte nach Kriegsende relativ schnell wieder Batterien produzieren. Ende 1946 waren bei Hoppecke schon wieder 343, ein Jahr später bereits 369 Menschen beschäftigt.
Mit der Währungsreform wurde die Mehrzahl der staatlichen Bewirtschaftungsmaßnahmen aufgehoben. Die gelenkte und rationierte Wirtschaft ging ihrem Ende zu, an ihre Stelle trat die soziale Marktwirtschaft. 
Ab den 1950er Jahren entwickelt sich die deutsche Akkumulatorenbranche parallel zum Aufwärtstrend der deutschen Automobilindustrie. 1950 gibt es in Deutschland etwa zwei Millionen Kraftfahrzeuge aller Art (davon eine Million Kraftwagen), 1960 sind es schon acht Millionen (fünf Millionen) und 1970 15 Millionen (15 Millionen). Die Exportquoten der deutschen Automobilindustrie übertreffen bald die Absatzzahlen im Inland. In der Zeit von 1948 bis 1956 beschäftigt Hoppecke fast durchgehend 400 Mitarbeiter. Für die Zeit ab 1950 sind auch wieder Umsatzzahlen dokumentiert: So verdoppelt sich der Umsatz von fast 7,7 Millionen DM im Jahr 1950 auf 14,2 Millionen DM im Jahr 1956. Mitte der 1950er Jahre beginnt die Unternehmensführung mit der Optimierung der Produktionsabläufe und Arbeitsbedingungen. So entstehen neue Richtlinien und Betriebsvereinbarungen. Die wichtigsten betreffen die Einführung der Akkordentlohnung und der analytischen Arbeitsplatzbewertung.

### 1957–1966: Die Wachstumsphase

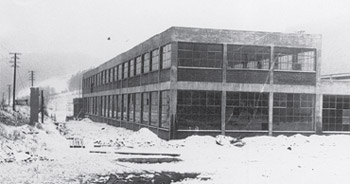
Bau des „Werk Süd“ am Standort Brilon-Hoppecke

Auch das neue Jahrzehnt stand bei Hoppecke im Zeichen des Wachstums, angetrieben durch die Automobilindustrie. Aber auch die Deutsche Bahn und Deutsche Post begannen mit Investitionen in die Infrastruktur. Mit fortschreitender Industrialisierung steigt auch der Umsatz der Gabelstaplerhersteller. Die Mitarbeiterzahl steigt im gleichen Zeitraum von 420 auf 573. 
1960 werden erstmals größere Erweiterungsinvestitionen getätigt um Marktanteile zu sichern. Eine erste Entscheidung betrifft die Produktion von Starterbatterien und Industriebatterien (Traktions- und Stationärbatterien). Beide Produktlinien werden räumlich entflechtet, um neue Produktionskapazitäten zu schaffen. Da auf dem angestammten Werksgelände zwischen Bundesstraße und Bahnstrecke kein Platz mehr ist, erwirbt die Unternehmensführung ein neues Gelände südlich der Bahnstrecke. Auf diesem Gelände entsteht 1962 eine große Fertigungshalle in der Starterbatterieplatten hergestellt und Starterbatterien montiert werden. Einen großen Fortschritt bedeutet der Einbau von unformierten (noch nicht vorgeladenen) Platten in die Batteriekästen und das nachträgliche Laden der Batterien in einer Container-Ladestelle. Die geschaffenen Produktionskapazitäten reichen noch nicht aus, um die Marktnachfrage zu befriedigen. Ein zweiter Bauabschnitt wird begonnen und 1966 abgeschlossen.
Auch in technologischer Hinsicht entwickelt sich Hoppecke in den 1960er Jahren weiter, wie einige Beispiele zeigen:
- 1960 wird die erste Rohstoffwiederaufbereitungsanlage in Betrieb genommen. Sie ist die Vorläuferin der späteren Bleirückgewinnungsanlage.
- Die in Schweden erfundene Rohrplatte für Traktionsbatterien wird auf die Hoppecke-Technik adaptiert und eingeführt. Die Haltbarkeit der Batterien wird deutlich verlängert.
- Hoppecke entwickelt, konstruiert und baut die erste Rohrplattenfüllmaschine.
- Verbundscheider aus Kunststoff lösen die zur Isolierung verwendeten Holzbrettchen (Holzfurniere) und Gummischeider ab.

### 1967–1976: Betriebliche Probleme
Anfang 1967 gerät die Firma Friedrich Zöllner in Köln durch einige leitende Angestellte in den Strudel von Unterschlagungen und Spekulationsgeschäften. In Zusammenhang mit den kriminellen Machenschaften steht der Zusammenbruch der Berliner Kupferraffinerie, mit der das Unternehmen Geschäftsbeziehungen unterhält und deshalb hohe Verluste ausweisen muss.
Da sich die Firma Friedrich Zöllner seit dem Tod der beiden Söhne des Firmengründers Friedrich Zöllner Ende der 1940er Jahre im Besitz von Ernst und Hellmuth Zoellner befindet und die hohen Verluste nicht aus der Unternehmenssubstanz ausgeglichen werden können, springt das Accumulatorenwerk Hoppecke Carl Zoellner & Sohn freiwillig ein, um den Namen Zoellner gegenüber den Kunden zu erhalten und um Hoppecke vor der Insolvenz zu retten. Trotz erheblicher finanzieller Belastungen übersteht Hoppecke die familiäre Unterstützungsaktion.
Durch eine offene Informationspolitik und durch ihre Verlässlichkeit gewinnt die Familie Zoellner das Vertrauen der Mitarbeiter, Geschäftsfreunde und Banken. Der größte Vertrauensbeweis besteht darin, dass der Betriebsrat der Belegschaft einen zeitweiligen Lohnverzicht vorschlägt. Hausbesitzer unter den Mitarbeitern sind sogar bereit, Hypotheken zugunsten des Unternehmens auf ihre Häuser eintragen zu lassen. Diese Hilfe muss nicht in Anspruch genommen werden, denn die Westdeutsche Landesbank (WestLB) sichert mit einem außerordentlichen Darlehen die Liquidität von Hoppecke und somit die Aufrechterhaltung des Geschäftsbetriebes sowie der Produktion.
Ernst Zoellner tritt im Alter von 67 Jahren von seinem Geschäftsführerposten bei Hoppecke zurück. Sein 28-jähriger Sohn Claus, der in Aachen und an der Stanford University in den USA studiert hat, übernimmt am 1. April 1967 die alleinige Leitung des Unternehmens. Dieser setzt ein deutliches Zeichen in Richtung Zukunftsfähigkeit des Unternehmens durch eine expansive Geschäftspolitik, die sich einerseits auf die deutlich erhöhte Produktionskapazität durch das neue Werk Süd in Hoppecke stützt. Andererseits wird sie von der wirtschaftlichen Aufschwung in Deutschland Ende der 1960er Jahre getragen. In den nächsten zehn Jahren entwickelt sich der Umsatz von 26,2 Millionen DM (1967) auf 102,6 Millionen DM (1976), die Zahl der Beschäftigten steigt von 573 (1967) auf 1.033 Mitarbeiter (1976). Dieser rasante Anstieg führt 1970 auch zur Einstellung der ersten Mitarbeiter aus Südeuropa.
1969 beteiligt sich die Westdeutsche Landesbank mit einer 25-prozentigen Einlage am Unternehmenskapital. Der Vorstandsvorsitzende des Bankinstitutes, Ludwig Poullain, wird Vorsitzender des Beirates des Accumulatorenwerkes Hoppecke. Zu weiteren Beiräten werden Klaus Murmann und Erich Grüter bestellt.
In den modernen Produktionsanlagen des Werkes Süd gehen 1967 erstmals die neuen Starterbatterien in Polypropylenkästen und mit sogenannten Monodeckeln in Serienproduktion. Eine Revolution auf dem Batteriemarkt, handelt es sich doch weltweit um die ersten Starterbatterien, die serienmäßig in PP-Kästen eingebaut werden. 1971 wird Werk III gebaut. Zwischen Werk Süd und Werk III wird ein geräumiges Sozialgebäude errichtet. Trotz der Kapazitätserweiterung durch das Werk Süd steht die Unternehmensleitung bald erneut vor der Frage, wo der steigende Bedarf an Starterbatterien produziert werden soll. Ein weiterer Ausbau im Stammwerk Hoppecke ist nicht mehr möglich. Auf Grund strategischer Überlegungen sucht die Unternehmensleitung einen Standort in der Mitte Europas, die gleichzeitig in der Nähe wichtiger Industriezentren liegen soll, in Nonnweiler-Otzenhausen im Saarland.
Im Herbst 1971 erfolgt die Grundsteinlegung des neuen Werkes, das insgesamt 5.500 m² bebaute Fläche umfasst. Die ersten Starterbatterien werden am 2. November 1972 gebaut – 35 Mitarbeiter sind beim Produktionsstart dabei. 1978 erfolgt eine Vergrößerung der Produktionsfläche auf 9.000 m². Zu diesem Zeitpunkt sind bereits etwa 100 Mitarbeiter beschäftigt. 1976 folgt die Installation der neuen COS-Anlage (= cast on strap), mit der die Fahnenverbindung bei der Elementherstellung erstmals automatisiert wird. Zehn Jahre später wird die Ladestelle auf ein automatisches Handlingsystem mit Palettenladung umgestellt. 1990 folgt die kontinuierliche Plattenherstellung (KPH), bei dem die Gitter über eine Gießtrommel in einem Endlosband gegossen und in diesem Zustand pastiert werden, ehe sie vereinzelt und gestapelt werden. 1994 startet ein Projekt mit dem Ziel: Aufbau einer möglichst durchgehenden Fließfertigung vom Gitter bis zur betriebsfertigen Batterie. 1984 erhält das Werk Otzenhausen mit der Fertigung von Lithiumprimärzellen und -batterien ein zweites Standbein.

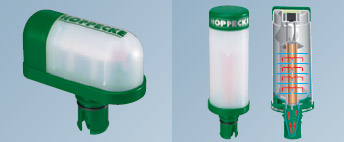
Zwei Varianten des AquaGen-Rekombinators

Ende der 1960er Jahre beginnt Hoppecke, sich mit den Themen Batteriewartung und Korrosion im Batterieumfeld zu beschäftigen. Dabei geht es um die Entwicklung einer wartungsfreien Batterie. 1971 liefert die Abteilung Forschung & Entwicklung mit dem AquaGen-Rekombinator die Lösung. Das Verfahren macht das Wassernachfüllen über Jahre überflüssig. Es verlängert zudem die Lebensdauer der Batterie beträchtlich, verhindert Korrosion und Entstehen von Wasserstoffgasen (Knallgas) im Nahbereich der Batterie. Der AquaGen-Katalysator (auch Rekombinator genannt) findet großen Anklang, setzt sich aber im Starterbereich aus Platz- und Kostengründen nicht durch. Dafür erlangt er bei Stationärbatterien eine große Bedeutung.
Aufgrund des starken Absatz- und Umsatzzuwachses werden neue Organisationsstrukturen und Personalführungskonzepte gebraucht. Folgende Veränderungen und Maßnahmen werden daher in die Wege geleitet:
- Aufbau eines Geschäftsleitungsgremiums mit klar umrissenen Zuständigkeiten.
- Einführung des „Management by Objectives“-Führungssystemes, um Delegation und Verantwortung zu konkretisieren und um interne Abstimmungsprozesse zu optimieren.
- 1973 erscheint erstmals die Werkszeitschrift „Der Verbinder“ der eine Verbindung zwischen den Zielgruppen aktuelle Mitarbeiter, ehemalige Mitarbeiter, Geschäftsfreunde und externe Partner schafft.
- Im November 1973 wird auf der Basis einer Betriebsvereinbarung das Betriebliche Vorschlagswesen (BVW) im Unternehmen eingeführt, um dem technischen Fortschritt zu dienen, die Arbeit zu erleichtern, Unfälle zu verhüten, die Wirtschaftlichkeit und Rentabilität zu steigern sowie die Zusammenarbeit zu fördern.
- Zur Teilhabe am Unternehmensgeschehen gehört auch die Partizipation der Mitarbeiter am Unternehmensergebnis und -kapital. Dieser Konsequenz folgend, schließt die Geschäftsleitung mit dem Gesamtbetriebsrat 1974 eine Betriebsvereinbarung „über die Vermögensbildung durch Gewinnbeteiligung“ ab. Das Modell sieht eine jährliche Gewinnbeteiligung vor, die größtenteils als Arbeitnehmerdarlehen im Unternehmen verbleibt. Hoppecke wird zum Pionier unter den mittelständischen Unternehmen in Deutschland auf dem Gebiet betrieblicher Vermögensbildung.

### 1976–1986: Joint Venture
Im Jubiläumsjahr 1977 befinden sich die Accumulatorenwerke Hoppecke Carl Zoellner & Sohn (so der offizielle Name) in guter Verfassung. Aus einem kleinen Betrieb ist einer der großen und technologisch führenden Accumulatorenhersteller der Bundesrepublik geworden, ein bedeutender Arbeitgeber im Sauerländer Raum. Der Umsatz betrug über 113 Millionen DM, die Belegschaft umfasst Ende des Jahres 1.101 Mitarbeiter, die Produkte wurden in über 70 Länder weltweit exportiert. Damit hatte das Unternehmen im Jubiläumsjahr sowohl den höchsten Umsatz als auch die größte Belegschaftszahl in seiner 50-jährigen Geschichte erreicht.
Die Eröffnung des neuen Autobatteriewerkes Unis Tesla in Brčko kommt 1974 durch einen Kooperationsvertrag zwischen Hoppecke und der jugoslawischen Firma Unis zustande. In dieses Werk bringt Hoppecke sein Knowhow zur Herstellung von leistungsstarken und modernen Autobatterien ein.
Nachdem seit 1967 die Starterbatteriegehäuse und -deckel aus Polypropylen hergestellt werden, wird in Richtung Ausweitung der Kunststofftechnologie entwickelt. Schon bald können Zuglichtbatterien in geschäumten Garnituren nach dem sogenannten TSG-Verfahren angeboten werden. Ab 1977 werden auch Traktionsbatterien in Strukturschaumkästen angeboten. 1979 nimmt Hoppecke die Ladetechnik in sein Produktportfolio auf, zunächst über den Kauf des Ladegeräteherstellers AUTOLA in Hannover, später über Kooperationen mit anderen Ladegeräteherstellern und eigene Entwicklungen. Aus diesen Aktivitäten ergeben sich zum Beispiel das HOCLadegerät und ein „on-board-Ladesystem“ sowie das Universalladegerät Hoppecke-ULG mit Mikroprozessorsteuerung. Auch auf dem Gebiet der Bleiakkumulatoren tat sich etwas. Beispielsweise kam 1980 die wartungsarme Traktionsbatterie „trak S“ auf den Markt, eine deutliche Weiterentwicklung der Hoppecke-trak mit folgenden Vorteilen: Zellengefäße und Deckel aus Kunststoff (miteinander verschweißt), patentierte Poldurchführung, wartungsfreie und steckbare Zellenverbinder, hohe Verfügbarkeit durch vielerlei Einflüsse.
Ein weiteres Beispiel für die Verbreiterung der technologischen Basis ist 1980 die Gründung der DAUGHoppecke Gesellschaft für Batteriesysteme GmbH, einem Joint Venture von Hoppecke und der DAUG Deutsche Automobilgesellschaft. Die DAUG ist ein Gemeinschaftsunternehmen der Daimler-Benz AG und der Volkswagen AG, das ein alkalisches Batteriesystem auf Nickel-Cadmium-Basis entwickelt hat und in die industrielle Produktion überführen möchte. Partner dafür und zugleich verantwortlich für die Vermarktung ist Hoppecke. Auf der Hannover-Messe im April 1983 stellt die DAUG-Hoppecke ihr neues Produkt vor, den Hoppecke FNC-Nickel-Cadmium-Akkumulator mit Faser-Strukturtenance-Elektroden für hohe Anforderungen im stationären Einsatz. Gefertigt werden die FNC-Zellen und -Batterien in einer angemieteten Fertigungshalle in der Nähe des Stammwerkes.
1985 erhält DAUGHoppecke für diesen technologischen Durchbruch den Innovationspreis des Battery Council International. 1984 werden zwei große Messen für die Präsentation neuer Produkte genutzt: Auf der Hannover-Messe wird die neue Lithium-Braunstein-Hochleistungszelle bzw. -batterie vorgestellt. Im Gegensatz zum Blei- oder FNC-Akkumulator handelt es sich um eine Primärbatterie, die nicht wieder aufladbar ist. Diese Batterien werden überwiegend an die Bundeswehr geliefert und im Werk Otzenhausen produziert.
Auf der automechanika 1984 stellt Hoppecke die innovative und über viele Jahre technologisch bestimmende duplex-Starterbatterie vor. Zwei Systeme sind in einer Batterie integriert. Das eine System ist der neu entwickelte Doppeldeckel. Er sorgt dafür, dass das aktive Innenleben der Batterie (zum Beispiel der Säurenebel) nicht nach draußen dringt und Außeneinflüsse (zum Beispiel Wasser) nicht nach innen diffundieren. Das zweite System besteht darin, dass die Batterie verschlossen ist. Damit ist sie hundertprozentig wartungsfrei und kippsicher. Letzteres ist für die Montagefähigkeit an den Bändern der Automobilindustrie von großer Bedeutung.
1981 gründet sich in Hoppecke mit Unterstützung der Geschäftsführung und Personalleitung ein Pensionärsverein der ehemaligen Hoppecke-Mitarbeiter. Der Verein stellt sich die Aufgabe, die Bindung der Ehemaligen an „ihr“ Unternehmen über das aktive Berufsleben hinaus aufrechtzuerhalten.

### 1987–1996: Krise der europäischen Batteriebranche
1987 feiert Hoppecke sein 60-jähriges Firmenjubiläum. Das neue Hoppecke-Jahrzehnt beginnt mit zwei grundsätzlichen Weichenstellungen. Die eine bezieht sich auf die Verabschiedung von schriftlich fixierten Unternehmensgrundsätzen und Leitlinien im Jahr 1987. Die andere betrifft die Einführung einer neuen Spartenorganisation zum 1. Januar 1988.
Die Entscheidung, Unternehmensgrundsätze zu implementieren fällt im Dezember 1985. Wenige Monate nach Veröffentlichung der Unternehmensgrundsätze entwickelt Hoppecke eine neue Organisationsform. Bestimmte bisher die Funktionsdimension das Zusammenspiel im Unternehmen, werden ab Januar 1988 das Produkt und der Produktbereich organisationsbestimmend. Nunmehr besitzen die beiden großen Sparten Starterbatterien und Industriebatterien ihre eigene Ergebnisverantwortung und bilden die Hauptsäulen der Organisation. Bisherige Zentralbereiche wie zum Beispiel F & E, Controlling oder Personalwesen behalten zwar ihre zentrale Richtlinienkompetenz, werden aber vornehmlich zu Dienstleistungscentern umgebaut.

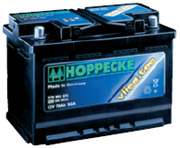
Batterie mit der VliesTec-Technologie

Bei der Entwicklung von verschlossenen und damit wartungsfreien Bleiakkumulatoren setzt das Unternehmen auf die Vlies-Technologie.
Mit der FNC-recom-Zelle wird die erste gasdichte und ebenfalls wartungsfreie Nickel-Cadmium-Batterie auf den Markt gebracht, die neuen Anwendungsmöglichkeiten für die FNC-Technologie, zum Beispiel als Flugzeugbatterien, für Traktionsanwendungen, für Fahrzeuge mit Hybridantrieb oder für Einsätze in der mobilen Stromversorgung ermöglicht. Auch die Inbetriebnahme der KPH-Anlage in Otzenhausen und die neue Traktionsbatterie Hoppecke trak air sind für Hoppecke wichtige historische Errungenschaften. Infolge einer Säuredurchmischung mit Hilfe von Luft während der Ladung garantiert diese Batterie deutlich längere Betriebszeiten als herkömmliche Produkte. Ausdruck der weltweiten Anerkennung des hohen Standards der Hoppecke-Technologie sind die in den 1990er Jahren abgeschlossenen oder verlängerten Lizenzverträge mit Starterbatterieherstellern in den Ländern Jordanien, Türkei, USA, Portugal und Südafrika.
Das Wachstum des Unternehmens stößt aufgrund der ausgeschöpften Produktionskapazitäten in den Werken Hoppecke, Otzenhausen und Bar le Duc an seine Grenzen. Die Planungen für zusätzliche Fertigungsmöglichkeiten sind schon vorangeschritten, als Claus Zoellner von der Treuhandanstalt Chemnitz, der Verwaltungs- und Verwertungsbehörde der Staatsbetriebe der ehemaligen DDR, nach längeren Verhandlungen die Zwickauer Batterie GmbH, also den Starterbatteriebereich der Rechtsvorgängerin VEB Grubenlampen- und Akkumulatorenwerke Zwickau (GAZ), erwerben kann.
Daraufhin wird die Hoppecke Sachsen-Batterie GmbH gegründet, welche die Wirtschaftsgüter der Zwickauer Batterie GmbH kauft und 300 Mitarbeiter übernimmt. Außerdem werden 30 Ausbildungsplätze zugesichert. Das Geschäft zwischen der Treuhand und Hoppecke wird zum 1. Januar 1992 vollzogen, der Produktionsanlauf unter neuer Flagge erfolgt am 6. Januar 1992. Schon ab Mai im gleichen Jahr wird die gesamte Produktion auf das Hoppecke-Typprogramm Duplex umgestellt. Die großzügigen Fertigungsflächen und die ausbaufähige Infrastruktur von Hoppecke Sachsen ermöglichen im Winter 1992/1993 den Umzug der im Werk Hoppecke ansässigen Starterbatterieproduktion nach Zwickau, wo die Produktionskapazität in den Folgejahren von 0,4 im Jahr 1991 auf 2,7 Millionen Starterbatterien pro Jahr ausgebaut wird. Der Umzug macht in Hoppecke Fertigungsflächen frei, die der Sparte Industriebatterien zugutekommen.
1992 beginnt die große Krise der europäischen Batteriebranche, um dann 1993 voll auszubrechen. Es existieren Überkapazitäten, die in der Folge die Preise sinken lassen. Die Unternehmensgruppe Hoppecke, die ab 1993 wie die gesamte Branche rote Zahlen schreibt, begegnet dieser schwierigen Situation mit einer Doppelstrategie. Nach außen zielt diese auf eine Preispolitik mit Augenmaß, Beibehaltung des Qualitätsstandards und Zusatzangebote von logistischen Leistungen. Nach Innen startet die Unternehmensleitung mit Unterstützung der Führungsmannschaft und der Betriebsräte das größte Kostensenkungsprogramm in der Unternehmensgeschichte. Von 1992 bis 1996 werden kumuliert über 70 Millionen DM eingespart.
Die Gesamtproduktivität (gemessen in Absatz pro Mitarbeiter) erhöht sich im gleichen Zeitraum um 90 Prozent. Natürlich haben diese enormen Anstrengungen Auswirkungen auf die Beschäftigtenzahl, die sich in der gleichen Zeitspanne um etwa 200 auf 1.152 Mitarbeiter (Stand 31. Dezember 1996) reduzierte.
Die beschriebenen Strategien zeigen im vierten Krisenjahr (1995), dass der „turn around“ gelingen wird. Es sind weitere Maßnahmen nötig, um die Situation des Unternehmens langfristig zu stabilisieren, wie z. B. intensive Kundenpflege und die Absicherung der erzielten Kosteneinsparungen.
Zur Flexibilisierung der Kosten sind folgende Maßnahmen exemplarisch zu nennen:
- Ende 1980er/Anfang 1990er Jahre: Auf- und Ausbau eines Key-Account-Managements (KAM) auch im Industriebatteriebereich
- 1994: Abschluss einer neuen Betriebsvereinbarung zum betrieblichen Vorschlagswesen
- 1995: Umsetzung eines neuen Logistikkonzeptes für das Ersatzgeschäft Starterbatterien. Dies bedeutet den Einstieg in die Ausgliederung der eigenen Logistikbereiche an externe Dienstleister
- 1995/1996: Fortentwicklung der Arbeitszeitflexibilisierung durch den Einstieg in eine (wieder) verlängerte Wochenarbeitszeit für Produktionsmitarbeiter

Diese Tarifpolitik der Metall- und Elektroindustrie, d. h. eine Steigerung der Tariflöhne und -gehälter innerhalb des Jahres 1995 von über 10 %, einschließlich der Arbeitszeitverkürzung auf 35 Stunden pro Woche, will und kann Hoppecke nicht länger mittragen. Das Unternehmen tritt im Mai 1995 aus der Flächentarifgemeinschaft aus und kündigt seine Mitgliedschaft im Arbeitgeberverband. Mit diesem Schritt sind die tariflichen Bindungen natürlich noch nicht beendet. Aber er bedeutet den Beginn, die Tarifpolitik in die eigene Verantwortung zu nehmen und sie auf die Belange von Hoppecke auszurichten. Zunächst wird allerdings nur ein sogenannter Anerkennungstarifvertrag mit dem Tarifpartner abgeschlossen. Die Betriebsräte akzeptieren als Gegenleistung unter anderem kostensparende Arbeitszeitregelungen. In den nächsten Jahren entwickelt sich aus diesen Ansätzen ein „echter“ Haustarifvertrag. 1996 erwirtschaftet Hoppecke wieder ein leicht positives Ergebnis und hat damit den „turn around“ geschafft.

### 1997–2008: Erholungs- und Wachstumskurs
Gegen Ende der 7. Dekade erholt sich die Batteriebranche langsam von den wirtschaftlichen Widrigkeiten der Jahre 1993 bis 1995. Hoppecke ist ab 1996 wieder auf dem Wachstumspfad. Anfang des Jahres 1997 übernimmt Hoppecke die von Daimler-Benz und Volkswagen gehaltenen Anteile an dem Gemeinschaftsunternehmen DAUG-Hoppecke Batteriesysteme GmbH. Damit wird das Unternehmen zu einer 100-prozentigen Tochtergesellschaft der Accumulatorenwerke Hoppecke. Ihr neuer Name: Hoppecke Batterie Systeme GmbH (HBS).
Im Jahr 1998 werden besondere Weichenstellungen in Richtung Zukunft vorgenommen. Zu Beginn des Jahres erwirbt die Familie Claus Zoellner die Geschäftsanteile der Westdeutschen Landesbank zurück – damit ist das Unternehmen wieder zu 100 Prozent in Familienhand. Durch den Eintritt von Marc Zoellner in die Unternehmensleitung bekommt dieses Ereignis noch eine besondere Gewichtung. Das dritte Ereignis ist die Einführung des Hoppecke-Führungssystems, das aus mehreren Elementen wie zum Beispiel Positionsbewertungen, Zielvereinbarungen, Potenzialgesprächen, Qualifizierung und variablen Vergütungen besteht.
Der Abschluss erweiterter Haustarifverträge für die Standorte Hoppecke und Otzenhausen folgen, welche die Basis für eine Arbeitszeitverlängerung in den Produktionen bilden. 1998 geht die vollautomatische Fertigung von Traktionszellen mit der sogenannten FTZ-Anlage im Werk Hoppecke in Betrieb. In dieser hoch automatisierten Montagestraße wird erstmals Blei im Lichtbogenschweißverfahren miteinander verbunden.
2000 bringt Hoppecke die vlies.tec-Batterie auf den Automobilerstausrüstermarkt, welche mit dem Innovationspreis der „automechanika“ ausgezeichnet wird. Es handelt sich bei dem Produkt um eine wartungsfreie Batterie, in der der Elektrolyt – also die Säure – in einem Mikroglasfaservlies festgelegt ist. Ein Auslaufen der Säure wird damit verhindert. Durch die bessere Ausnutzung des Zellvolumens infolge des gepressten Zelleneinbaus lassen sich mit der Batterie spezifisch höhere Leistungen erzielen. Hoppecke errichtet 2001 auf dem Zwickauer Werksgelände eine eigene Fertigung.
Von 1999 bis 2000 kann der Umsatz um 38 Millionen DM auf über 422 Millionen DM gesteigert werden – davon sind 50 Prozent Starterbatterie-Umsatz. Die Belegschaft wächst in diesem Zeitabschnitt um 130 auf 1.420 Mitarbeiter. Trotz der positiven Geschäftsentwicklung steuert die Hoppecke-Unternehmensgruppe auf eine existenzielle strategische Entscheidung zu. Die Gesellschafter erkennen, dass Voraussetzung für ein weiteres Engagement im Geschäftsbereich Automotive (Starterbatterien) eine deutliche Ausdehnung der Produktionskapazitäten bedeuten würde. Es bleiben zwei Alternativen: Entweder das Automotivegeschäft behalten und ihre wirtschaftliche Unabhängigkeit aufzugeben – oder sich auf das Industriebatteriegeschäft zu konzentrieren. Die Entscheidung fällt für den Verkauf des Geschäftsbereiches Automotive an den Autobatteriehersteller Johnson Controls aus den USA.
Die Trennung von Automotive zum 1. Oktober 2001 eröffnet Hoppecke neue Perspektiven: Mit gestärkter Kapitalbasis lassen sich die Marktpositionen in den technologisch anspruchsvollen Industriebatteriemärkten weiter ausbauen. Im Zuge des Verkaufs wird auch die Firmen- und Gesellschaftsstruktur der Hoppecke-Unternehmensgruppe neu geordnet. Unter der nicht operativ tätigen Holding Accumulatorenwerke Hoppecke Carl Zoellner & Sohn GmbH reihen sich nunmehr die einzelnen operativen Gesellschaften auf. Die größte unter ihnen ist die Hoppecke Batterien GmbH & Co. KG, die für die Produktion und den Vertrieb der Blei-Säure-Akkumulatoren zuständig ist und alle zentralen Bereiche der Unternehmensgruppe beheimatet.
Hoppecke richtet sich im Industriebatteriegeschäft als Anbieter von kundenspezifischen Systemen aus – Hoppecke Batterie Systeme hat sich im Bahngeschäft auf diesem Weg bereits bewährt und avanciert zum strategischen Lieferanten von Siemens. Die Neugründung Hoppecke Technologies in Zwickau ist das Fundament für zukünftige Batteriesysteme und -anwendungen, die auf spezieller Software und Elektronikkomponenten gründen. Die neue Ladegeräte-Baureihe trak power, die 2005 entwickelt wird, ist ein Einstieg in diese Richtung. Mit diesem Gerät und seiner neuen Ladetechnik sowie innovativen Monitoringsystemen und automatisierten Batterie-Wechselstationen positioniert sich Hoppecke als Partner für Planung, Aufbau, Erweiterung, Optimierung und Wartung von Ladestationen für alle logistischen Herausforderungen.
Im Jahr 2003 und in den Folgejahren wird Hoppecke Lieferant für stationäre Bleiakkumulatoren von zahlreichen europäischen Telekommunikationsgesellschaften wie der Deutschen Telekom. Im gleichen Jahr kommt es auch zur Einrichtung des neuen Marktsegmentes Kleintraktion. Diese Produkte sind vor allem verschlossene Blockbatterien.
Ende 2003 schließt Hoppecke einen Haustarifvertrag für die Gesellschaften Hoppecke Batterien, Hoppecke Batterie Systeme und Metallhütte Hoppecke ab. Dieser sieht neben der weiterentwickelten Arbeitszeitkomponente unter anderem eine ergebnisabhängige Vergütung und eine jährliche Mindesterhöhung der Tarifverdienste vor. Ein Jahr später wird die Anhebung der wöchentlichen Arbeitszeit in den Produktionsbereichen auf 40 Stunden und eine Verbesserung der betrieblichen Altersvorsorge ab Januar 2005 festgelegt.

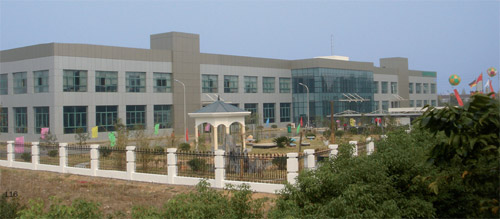
Das Hoppecke-Werk in Wuhan, China (2006)

Am 28. September 2006 erfolgt die Inbetriebnahme des Werkes Wuhan in China. Der Umsatz der Unternehmensgruppe ist in dieser Dekade von 82 Millionen Euro im Geschäftsjahr 1997 (ohne Automotive-Umsatz) auf etwa 300 Millionen Euro im Geschäftsjahr 2008 (das am 31. März 2007 endete) gestiegen. Neue Herausforderungen sind für die kommenden Jahre zum Beispiel das Projekt Batterie-Brennstoffzellen-Hybrid für den innerbetrieblichen Materialtransport oder die Übernahme des Patentportfolios der ehemaligen HBS-Muttergesellschaft DAUG und die Etablierung von HBS als dem weltweit einzigen Know-how-Träger und Lizenzgeber der FNC-Technologie. Zum anderen gehört zu den Herausforderungen, den Aufstieg von Hoppecke zu einem europäischen Player mit flächendeckendem Vertriebs- und Servicenetz in ganz Europa weiter zu betreiben. Eine Qualifizierungsoffensive für alle Hoppecke-Mitarbeiter weltweit und die Gründung der Hoppecke Academy wirken unterstützend.

## Geschäftsbereiche & Produkte
- „Motive Power Systems“: Flurförderzeuge, Fahrerlose Transportsysteme und Kleintraktion

Die Produktfamilie „trak“ umfasst Batterien und Ladetechnologien. Zum Angebot gehören außerdem die Einrichtung und Optimierung von Ladestationen bis zu Batteriewechselanlagen und Fuhrparkmanagementsystemen.
- „Reserve Power Systems“: IT/Telekom, USV, (Kern-)Kraftwerke, Sicherheitsbeleuchtung, Signalanlagen, Dieselstart, Solar, stationäre Batterie-Ladetechnik, DC/AC Stromversorgungsgeräte, ZSV-BEV Stromversorgungen für Krankenhäuser, Batteriemonitoring, Lithium-Ionen (LiOn) Batteriesysteme.

Die Entwicklung und der Vertrieb von stationären Batteriesystemen und netzunabhängige Energiequellen mit Blei-Säure-, Nickel-Technologie- oder Nickel-Metall-Hydrid-Technologie sowie regenerative Energie-Technologien
- „Special Power Systems“: Bahn- und Metrosysteme, Elektrobusse, Fahrerlose Transportsysteme

Batterien für extreme Anforderungen (Hitze, Kälte und Erschütterungen) werden für Kunden, mit der FNC (Faserstruktur-Nickel-Technologie), der Metall-Hydrid-Technologie oder Hochstrom-Bleikomponenten, maßgeschneidert konstruiert.
- „Forschung und Entwicklung“: Die Forschung moderner Batterietechnologien wie Lithium-Ionen und Nickel-Metallhydrid ist seit April 2011 bei „HOPPECKE Advanced Battery Technology GmbH“ in Zwickau angesiedelt.[2] Das Unternehmen ist Mitglied der BMBF-Innovationsallianz LIB2015.[3]

## Umwelt und soziales Engagement

### Aus- und Weiterbildungsmodell
Das Unternehmen bildet im dualen System in gewerblichen, technischen und kaufmännischen Berufen aus. In der 80-jährigen Firmengeschichte sind bis 2006 insgesamt fast 800 junge Menschen ausgebildet worden. 1979/1980 wurde die Lehrwerkstatt durch ein Lernzentrum mit integriertem Schulungsraum ersetzt, welches später in die Mechanische Werkstatt integriert wurde.
2002 wird das Hoppecke-Studenten-Programm ins Leben gerufen. Hier werden Studierende, die vorher eine Ausbildung bei Hoppecke absolviert haben, vom Hoppecke-Personalmanagement weiter betreut.
Weiterbildung und -entwicklung der Mitarbeiter sind weiter Schwerpunkte. Dieses wurde mit der Gründung der „Hoppecke Academy“ am 1. April 2006, welche die Hoppecke Mitarbeiter in die Verantwortung für ein lebenslanges Lernen versetzt, realisiert. Ziel ist es, die Mitarbeiter mindestens ein Mal im Jahr durch Seminare und Trainings zu schulen.

### Umwelt & Recycling

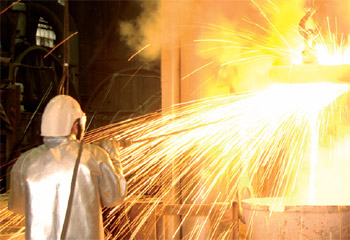
Metallhütte Hoppecke Batterien

Bereits seit 1987 ist der schonende Umgang mit Ressourcen in den Unternehmensgrundsätzen verankert. Mit der weltweiten Rücknahme und Wiederverwertung von Altbatterien leistet Hoppecke beim Recycling einen Beitrag zum Umweltschutz. Durch den ressourcenschonenden Ansatz von der umweltfreundlichen Entwicklung über energieeffiziente Lösungen bis hin zum zertifizierten Entsorgungsfachbetrieb schließt Hoppecke den Produkt-Kreislauf. Kein Blei geht verloren, die Metallhütte Hoppecke GmbH & Co. KG ist eine rechtlich selbstständige Einheit im Hoppecke Stammwerk mit der Aufgabe der Sammlung von Altblei und Bleischrott aus dem eigenen Fertigungsprozess und am Markt sowie Rückgewinnung von metallischem Blei, das dem Fertigungsprozess wieder zugeführt wird. Die Metallhütte sorgt dafür, dass durch die Wiederverwertung des Altbleis ein knapper Rohstoff geschont und in einen umweltverträglichen Wirtschaftskreislauf gebracht wird. Die erste Bleiregenerationsanlage wird bei Hoppecke bereits 1960 in Betrieb genommen, 1976 ging die dritte Bleiregenerationsanlage in Betrieb.
Noch wuchtiger als die Verhüttungsanlage ist die Filteranlage zur Reinigung der Abluft. Auch sie wird 1976 erneuert und immer wieder optimiert. 2004 wurde eine neue, zweistufige Filteranlage installiert. Hier wird die Prozessabluft zunächst in einer Nasswäsche gereinigt, ehe sie über den Abluftfilter in die Umwelt abgegeben wird.